# Luminessence
Luminessence från 1975 är ett musikalbum med kompositioner av Keith Jarrett. Musiken framförs av saxofonisten Jan Garbarek och Südfunk-Sinfonieorchester under ledning av Mladen Gutesha. Jarrett spelar inte själv på detta album.

## Låtlista
All musik är skriven av Keith Jarrett.
1. Numinor – 13:55
2. Windsong – 6:35
3. Luminessence – 15:17

## Medverkande
- Keith Jarrett – kompositör
- Jan Garbarek – tenor- & sopransaxofon
- Südfunk-Sinfonieorchester, Stuttgart
- Mladen Gutesha – dirigent